# Magyarok az Európai Unió intézményeiben
Az Európai Unió intézményeinek döntéshozatalában és munkájában minden tagállamból részt vesznek. A döntéshozatalban Magyarország súlya az Európai Parlamentben 3,1%, a Tanácsban 3,7%. Ez lényegesen magasabb, mint az ország részesedése az EU népességéből (2,2%) illetve GDP-jéből (1,0%).

## Európai Parlament
Az Európai Parlament képviselőit ötévente választják.
2004-09 között összesen 732 képviselői hely volt (Románia és Bulgária 2007-es csatlakozása után 785), ebből 24 Magyarországnak. A választáson a Fidesz 12, az MSZP 9, az SZDSZ 2, az MDF 1 mandátumot szerzett.
2009-14 között összesen 736 képviselői hely volt (Horvátország 2013-as csatlakozása után 754), ebből 22 Magyarországnak. A választáson a Fidesz-KDNP 14, az MSZP 4, a Jobbik 3, az MDF 1 mandátumot szerzett. Schmitt Pált a 14 alelnök közé választották. 2010-ben lemondott, az Országgyűlés elnöke majd köztársasági elnök lett, Tőkés László vette át a helyét. A ciklus második felére Surján Lászlót választották az alelnökök közé.
2014-19 között összesen 751 képviselői hely volt, ebből 21 Magyarországnak. A választáson a Fidesz 12, a Jobbik 3, az MSZP és a DK 2-2, az Együtt és az LMP 1-1 mandátumot szerzett. Pelczné Gáll Ildikót alelnöknek választották. 2017-ben lemondott, az Európai Számvevőszék tagja lett, Járóka Lívia vette át a helyét.
2019-től – a Brexit nyomán – összesen 705 képviselői hely lett, ebből 21 Magyarországnak. A választáson a Fidesz 13, a DK 4, a Momentum 2, az MSZP és a Jobbik 1-1 mandátumot szerzett. Dobrev Klárát és Járóka Líviát alelnöknek választották.
Az Fidesz az Európai Néppárt (EPP), a DK és az MSZP a Szocialisták és Demokraták Progresszív Szövetsége (S&D), a Momentum az Újítsuk meg Európát (Renew) frakció tagja, míg a Jobbik nem tagja egyik frakciónak sem. 2019-ben a kampány során – miután a Fidesz az Európai Bizottság EPP-s elnökét, Jean-Claude Junckert támadó plakátokkal árasztotta el az országot – az EPP felfüggesztette a Fidesz tagságát.

## Tanács
A Tanácsban ("Miniszterek Tanácsa") minden tagállamot egy fő képvisel. Az Általános Ügyek Tanácsában, ahol a tagállamok többsége részéről a külügyminiszterek vesznek részt, Magyarországot az igazságügyminiszter képviseli.
A Tanács elnökségét féléves rotációval töltik be a tagállamok. Magyarország 2011 első félévében töltötte be az elnökséget. Legközelebb 2024 második félévében kerül Magyarországra a sor.

## Európai Tanács
Az Európai Tanácsban minden tagállamot egy fő képvisel. Magyarországot a miniszterelnök képviseli.

## Európai Bizottság
Az Európai Bizottságba minden tagállam egy biztost delegál. A Magyarország által delegált biztosok: 
- Balázs Péter (közgazdász), 2004, regionális politika (Prodi-bizottság)
- Kovács László (politikus), 2004-10, adózás és vámunió (első Barroso-bizottság)
- Andor László, 2010-14, foglalkoztatás, szociális ügyek és társadalmi összetartozás (második Barroso-bizottság)
- Navracsics Tibor, 2014-19, oktatás, kultúra, ifjúságpolitika és sport (Juncker-bizottság)
- Várhelyi Olivér, 2019-, szomszédságpolitika és bővítés (első Von der Leyen-bizottság)

2019-ben az eredeti jelölt Trócsányi László volt, de őt az Európai Parlament elutasította.
Az Európai Bizottság mintegy 33 ezer tisztviselője közül közel 800 magyar (2,3%).
A magyar tisztviselők irányadó aránya 3,0%.

## Egyéb intézmények
Az Európai Bíróságba minden tagállam egy bírót delegál. A Magyarország által delegált bíró: 
- Juhász Endre, 2004–2021
- Csehi Zoltán, 2021-

Az Európai Számvevőszékbe minden tagállam egy számvevőt delegál. A Magyarország által delegált számvevők: 
- Halász Gejza, 2004–2010
- Fazakas Szabolcs, 2010–2017
- Pelczné Gáll Ildikó, 2017–

Az Európai Központi Bank igazgatósága az elnökből, az alelnökből és további négy tagból áll. A Kormányzótanácsban az igazgatóság tagjai és az eurót használó tagállamok központi bankjainak elnökei vesznek részt. Az Általános Tanácsban a többi tagállam központi bankjának elnöke is részt vesz. Mivel Magyarország egyelőre nem csatlakozott az eurózónához, a Magyar Nemzeti Bank elnöke csak az Általános Tanácsban vesz részt.